# Kathrine Ulkær
Kathrine Ulkær (født 5. april 1896, død 26. august 1968) var en dansk skoleleder, igangsætter og politiker.
Kathrine Ulkær er datter af en gårdmand, og hun får en uddannelse som kontorassistent i socialvæsenet, hun er formand for den lokale husmoderforening
i 32 år og næstformand i De Danske Husmoderforeninger i 29 år og hun igangsætter Martha Skolen i Aalborg og i flere år leder af forsvarets civil-undervisning og konservativt medlem af Aalborg Byråd i 13 år.